# 木村福成
木村 福成（きむら ふくなり、1958年5月30日 - ）は、日本の経済学者。専門は、国際貿易論、開発経済学。慶應義塾大学経済学部名誉教授およびシニア教授。元日本国際経済学会会長。

## 人物・経歴
東京都生まれ。1982年東京大学法学部第3類卒業、財団法人国際開発センター研究助手。1990年ウィスコンシン大学マディソン校経済学修士（M.S.）取得。1991年ウィスコンシン大学マディソン校経済学博士（Ph.D.）取得。同年ニューヨーク州立大学オルバニー校経済学部助教授。1994年慶應義塾大学経済学部助教授。2000年慶應義塾大学経済学部教授。2008年東アジア・アセアン経済研究センターチーフエコノミスト。2010年日本国際経済学会会長。2012年公益財団法人東京経済研究センター代表理事。2015年慶應義塾大学大学院経済学研究科委員長。2016年経済産業省産業構造審議会臨時委員、経済産業省産業構造審議会通商・貿易分科会不公正貿易政策・措置調査小委員会委員長。2017年慶應義塾大学経済研究所国際経済学研究センター長。国際貿易論、開発経済学専攻。
1995年に横浜国立大学、1996年に法政大学、2002年に神戸大学大学院経済学研究科、2002年に神戸大学国際協力研究科で非常勤講師を務めている。

## 著書

### 単著
- 『国際経済学入門』（2000年、日本評論社）ISBN 4535551286
- 『アジアの構造改革はどこまで進んだか：自律的な経済発展をめざして』（2000年、ジェトロ日本貿易振興機構）ISBN 4822408957
- 『これからの東アジア：保護主義の台頭とメガFTAs』（2020年、文眞堂）ISBN 4830950986

### 共著
- （小浜裕久）『実証国際経済入門』（1995年、日本評論社）ISBN 453555014X
- （小浜裕久）『経済論文の作法 : 勉強の仕方・レポートの書き方』（1996年、日本評論社）ISBN 4535550573
- （佐々波楊子）『アジア地域経済の再編成 (慶応義塾大学産業研究所叢書)』（2000年、慶應義塾大学出版会）ISBN 4766408187
- （中島隆信・北村行伸・新保一成）『テキストブック経済統計』（2000年、東洋経済新報社）ISBN 4492470654
- （石川幸一・丸屋豊二郎）『東アジア国際分業と中国』（2003年、ジェトロ日本貿易振興機構）ISBN 4822409546
- （鈴木厚）『加速する東アジアFTA：現地リポートにみる経済統合の波』（2003年、ジェトロ日本貿易振興機構）ISBN 4822409651
- （馬田啓一・浦田秀次郎）『日本の新通商戦略』（2005年、文眞堂）ISBN 4830945230
- （石川幸一）『南進する中国とASEANへの影響』（2007年、ジェトロ日本貿易振興機構）ISBN 4822410358
- （馬田啓一）『検証・東アジアの地域主義と日本』（2008年、文眞堂）ISBN 4830946148
- （馬田啓一・田中素香）『検証・金融危機と世界経済：危機後の課題と展望』（2010年、勁草書房）ISBN 4326503351
- （馬田啓一・浦田秀次郎）『日本通商政策論』（2011年、文眞堂）ISBN 4830947063
- （馬田啓一・浦田秀次郎）『日本のTPP戦略』（2012年、文眞堂）ISBN 4830947551
- （馬田啓一）『国際経済の論点』（2012年、文眞堂）ISBN 4830947713
- （石川幸一・馬田啓一・渡邊頼純）『TPPと日本の決断』（2013年、文眞堂）ISBN 4830947799
- （馬田啓一）『通商戦略の論点』（2014年、文眞堂）ISBN 4830948221
- （大久保敏弘・安藤光代・松浦寿幸・早川和伸）『東アジア生産ネットワークと経済統合 (慶應義塾大学東アジア研究所叢書)』（2016年、慶應義塾大学出版会）ISBN 476642333X
- （椋寛）『国際経済学のフロンティア: グローバリゼーションの拡大と対外経済政策』（2016年、東京大学出版会）ISBN 4130402765
- （馬田啓一・浦田秀次郎）『TPPの期待と課題』（2016年、文眞堂）ISBN 4130402765
- （田中明彦・吉崎達彦・丸川知雄）『米中激突と日本の危機』（2018年、中央公論新社）
- （馬田啓一・浦田秀次郎・渡邊頼純）『揺らぐ世界経済秩序と日本』（2019年、文眞堂）ISBN 4830950544
- （清田耕造・安藤光代・小橋文子）『国際貿易論の包絡線』（2025年、慶應義塾大学出版会）ISBN 9784766430189

## 出演
- ビデオニュース・ドットコム（2025年2月15日）